# Одликовања
Одликовања представљају највиши знак заједнице за истакнуте заслуге. Додељују се појединцима, установама, војним јединицама и организацијама. Одликовања углавном додељује држава, али то могу чинити и верске и друге организације. За разлику од награда, одликовања имају, пре свега, морални значај за онога коме се додељују, а одређена одликовања доносе и посебне привилегије. Одликовања се обично додељују уочи празника на великим свечаностима, како би се истакло њихово значење. 
Постоје три врсте одликовања: 
- ордени - представљају виши облик одликовања и додељују се за дуготрајне заслуге. Израђују се од метала, најчешће злата, сребра или бронзе, различитог су облика - звезда, круна, крст и др, а могу бити и украшена и драгим камењем. Носе се са лентом, огрлицом или причвршћени на грудима.
- медаље - представљају нижи облик одликовања и додељују се за појединачне заслуге. Израђују се од метала, најчешће бронзе, а ређе сребра и злата (мада могу бити посребрене или позлаћене); обично су кружног или овалног облика. Носе се причвршћене траком на грудима.
- споменице - представљају јубиларни облик одликовања и њима се обележавају учесници догађаја од великог значаја за неку државу.

Према намени одликовања се деле на две групе: 
- војна одликовања - представљају одликовања која се додељују војним лицима и јединицама за херојство исказано у рату или за одличну службу у миру. Војна одликовања могу се додељивати и цивилним лицима, за заслуге током ратних дејстава. У неким земљама она се додељују и припадницима полиције и других безбедносних служби.
- цивилна одликовања - представљају одликовања која се додељују појединцима, установама и организацијама за нарочите друштвене и државне заслуге у областима јавних, привредних, културних, просветних, спортских и хуманитарних делатности, као и у развијању међународних односа. Цивилна одликовања могу се додељивати и војним лицима.